# Anamaria Beligan
Anamaria Beligan (n. 15 noiembrie 1958, București) este o scriitoare și cineastă română. Ea este fiica actorului Radu Beligan.

## Biografie
Anamaria Beligan a absolvit  Institutul de Artă Teatrală și Cinematografică din București în 1981. În 1982 a emigrat în Australia reușind să obțină masterul de lingvistică la Universitatea Monash, Melbourne dar și premiul editurii Cambridge University Press.
Anamaria Beligan este căsătorită cu Valeriu Câmpan, au două fiice, Katarina și Dana.

## Activitate
A lucrat ca regizor și scenarist și a predat la Australian Film, Television and Radio School din Sydney. În 1988 a înființat compania independentă de producție de film Athanor.
Scrierile sale au apărut în diverse publicații australiene și românești: Arc, Orizont, Respiro, Ramuri, Vatra, Familia, Literatorul, Moftul Român.
Diverse publicații australiene și românești au preluat articole scrise de ea. În țară a publicat proză scurtă (Încă un minut cu Monica Vitti, 1998) și un roman (Scrisori către Monalisa, 1999). A continuat cu volumul de nuvele Dragostea e un Trabant, 2003, apoi cu romanele mamabena.com, 2005 și Windermere: dragoste la a doua vedere, 2009, urmate de colecția de proză Un craniu remarcabil, 2011.